# Eddie Colman

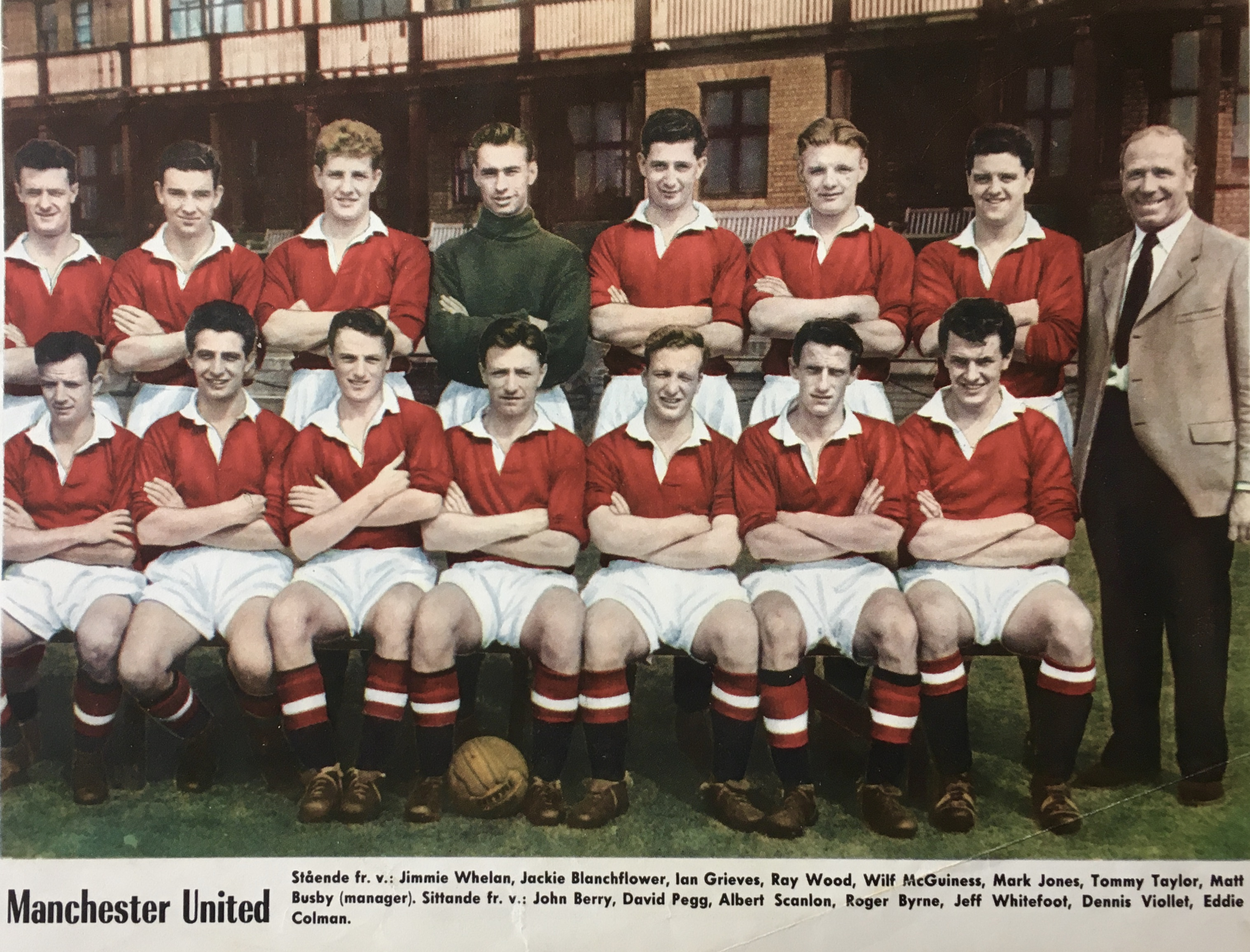
Manchester United F.C. aus dem Jahre 1957 – Bild zeigt 2. Reihe stehend v. l.: Jimmie Whelan, Jackie Blanchflower, Ian Greaves, Ray Wood, Wilf McGuinness, Mark Jones, Tommy Taylor, Matt Busby (Manager);1. Reihe hockend v. l.: Johnny Berry, David Pegg, Albert Scanlon, Roger Byrne (Kapitän), Jeff Whitefoot, Dennis Viollet und Eddie Colman.

Edward „Eddie“ Colman (* 1. November 1936 in Salford; † 6. Februar 1958 in München) war ein englischer Fußballspieler. Der Außenläufer gehörte in den 1950ern zu den „Busby Babes“ von Manchester United und war einer von acht damals aktiven Spielern des Vereins, die im Februar 1958 beim Flugzeugunglück von München ums Leben kamen.

## Sportlicher Werdegang
Colman schloss sich im Sommer 1952 der Jugendabteilung von Manchester United an. Im Verlauf der Saison 1955/56 eroberte er sich nach seinem Debüt im November 1955 gegen die Bolton Wanderers auf der Position des rechten Außenläufers neben Duncan Edwards einen Stammplatz in der ersten Mannschaft. Mir nur knapp 1,70 Meter Körpergröße machte er sich als „Energiebündel“ einen Namen und bei seinen häufigen Dribblings entwickelte er einen unverwechselbaren Bewegungsablauf. Aufgrund seiner wendigen Bewegungen mit scheinbar wackelnden Hüften erhielt er den Spitznamen „Snakehips“ („Schlangenhüfte“); daneben kritisierten ihn Mannschaftskameraden gelegentlich dafür, dass er den Ball zu oft hielt – ein ähnlicher Vorwurf ging ein Jahrzehnt später an die Adresse von George Best. Mit seiner Spielweise bildete er insgesamt einen deutlichen Kontrast zum physisch stärkeren Edwards in der Läuferreihe.
Auf Anhieb gewann Colman in der jungen Mannschaft, die als „Busby Babes“ Berühmtheit erlangte, die englische Meisterschaft. Im Jahr darauf gelang sogar die Titelverteidigung und dazu stand er im 1957er Endspiel des FA Cups, das mit 1:2 gegen Aston Villa verloren ging. Insgesamt absolvierte er 107 Pflichtspiele für „United“ und er schoss dabei zwei Tore. Ein Treffer gelang ihm im Viertelfinalhinspiel des europäischen Landesmeisterwettbewerbs gegen Roter Stern Belgrad. Da er auch das Rückspiel in Belgrad absolvierte, gehörte er zu den Passagieren, die in dem in München verunglückten Flugzeug saßen. Mit 21 Jahren und drei Monaten war er das jüngste von 23 Todesopfern.

## Titel/Auszeichnungen
- Englische Meisterschaft (2): 1956, 1957
- FA Charity Shield (1): 1956
- FA Youth Cup (3): 1953, 1954, 1955